# Haase
Haase ist ein deutschsprachiger Familienname.

## Namensträger

### A
- Adolf Theodor Haase (1802–1870), österreichischer Theologe, Mitglied des Herrenhauses
- Albert Haase (1897–nach 1934), deutscher Jurist, Rechtsanwalt und Oberbürgermeister von Zerbst
- Alexander Haase (* 1976), deutscher Handballtrainer
- Alfons Backes-Haase (* 1956), deutscher Wirtschaftspädagoge und Hochschullehrer
- Alfred Haase (Schauspieler) (1887–1960), deutscher Schauspieler und Synchronsprecher
- Alfred Haase (Manager) (1903–1972), deutscher Vorstandsvorsitzender der Allianz-Versicherungs AG
- Alfred A. Haase (1929–2017), deutscher Fotograf
- Amandus Haase (1886–1947), sächsischer Vorgeschichtsforscher
- Andreas Haase (Musiker) (* 1958), deutscher Musiker und Hochschuldozent
- Andreas Haase von Wranau (1804–1864), deutscher Drucker, Fabrikant und Verleger
- Angelika Haase (* 1951), deutsche Badmintonspielerin
- Annemone Haase (* 1930), deutsche Schauspielerin
- August Haase (1873–nach 1936), Verwaltungsjurist und Bezirksoberamtmann
- August Emil Theodor Haase (1867–1934), deutscher Gastronom und Kuriositätensammler
- August Wilhelm Ernst Haase (1811–1881), Kaufmann und Politiker der Freien Stadt Frankfurt
- Auguste Haase (1899–1945), deutsche Widerstandskämpferin
- Axel Haase (* 1952), deutscher Physiker

### B
- Barbara Gisler-Haase (* 1951), österreichische Flötistin
- Barry Haase (* 1945), australischer Politiker
- Benno Haase (1849–1929), sächsischer Generalmajor
- Bertil Haase (1923–2014), schwedischer Moderner Fünfkämpfer

### C
- Carl Haase (Landschaftsarchitekt), deutscher Landschaftsarchitekt
- Carl Haase (Astronom) (1817–1877), deutscher Jurist, Ministerialbeamter und Astronom
- Carl von Haase (1844–1913), deutscher Maler
- Carl Haase (Archivar) (1920–1990), deutscher Archivar und Historiker
- Carl Friedrich Haase (1788–1865), deutscher Mediziner
- Carl Hermann Theodor Haase (1831–1893), deutscher Unternehmer
- Christian Haase (Politiker) (* 1966), deutscher Politiker (CDU)
- Christian Haase (Leichtathlet) (* 1971), deutscher Leichtathlet, Zehnkämpfer
- Christian Haase (Musiker) (* 1981), deutscher Liedermacher und Musiker
- Christian Heinrich Haase († 1818), hannoverscher Münzmeister
- Christopher Haase (* 1987), deutscher Automobilrennfahrer
- Claus-Peter Haase (* 1944), deutscher Kunsthistoriker für islamische Kunst
- Curt Haase (Offizier) (1881–1943), deutscher Generaloberst
- Curt Haase (Politiker) (1897–nach 1944), deutscher Politiker (NSDAP)

### D
- Dagmar Haase (* 1972), deutsche Geographin und Ökologin
- Daniel Haase (Geistlicher) (1877–1939), bessarabiendeutscher Geistlicher
- Daniel Haase (Handballtrainer) (* 1982), deutscher Handballtrainer
- Detlef Haase (1924–1997), deutscher Politiker (SPD)

### E
- Elise Haase (1820–1895), deutsche Opernsängerin (Sopran), siehe Elise Capitain
- Emil Haase (?–1899), deutscher Architekt
- Erich Haase (Zoologe) (1859–1894), deutscher Zoologe und Bibliothekar
- Erich Haase (Bildhauer) (Erich Haase-Weimar; 1892–1973), deutscher Bildhauer und Maler
- Erich Haase (Widerstandskämpfer) (1908–1987), deutscher Widerstandskämpfer
- Erich Haase (Romanist) (1920–1958), deutscher Romanist
- Erich Haase (Politiker) (* 1928), deutscher Politiker (SED)
- Erich Haase (Fußballspieler) (1932–2020), deutscher Fußballspieler
- Erika Haase (1935–2013), deutsche Pianistin und Hochschullehrerin
- Ernst Haase (Pädagoge) (1871–1959), deutscher Pädagoge, Mineraloge und Hochschullehrer
- Ernst Haase (Mediziner) (1894–1961), deutscher Neurologe und Psychotherapeut
- Ernst Günter Haase (1913–2010), deutscher Konstrukteur und Segelflieger
- Erwin Haase (1921–1983), deutscher Heimatforscher
- Esther Haase (* 1966), deutsche Fotografin
- Ewald Haase (1849–1930), deutscher Feuerwehrmann, Politiker und Radsportfunktionär

### F
- Felix Haase (Kirchenhistoriker) (1882–1965), deutscher Theologe und Kirchenhistoriker
- Felix Haase (Sportschütze) (* 1994), deutscher Sportschütze
- Ferdinand Haase († 1850), deutscher Orgelbauer
- Florian Haase (* 1974), deutscher Rechtswissenschaftler und Hochschullehrer
- Friederike Haase (* 1963), deutsche politische Beamtin
- Friedrich Haase (Philologe) (1808–1867), deutscher Philologe
- Friedrich Haase (Schauspieler) (1825–1911), deutscher Schauspieler
- Friedrich Haase (Tischtennisspieler)  (* 1943), deutscher Tischtennisspieler
- Fritz Haase (* 1937), deutscher Fotograf, Designer, Grafiker und Hochschullehrer

### G
- Georg Haase (Baumeister) (ausg George Haase, George Hase; 1665–1725), deutscher Baumeister
- Georg Haase (Brauer) (1859–1931), deutscher Brauer
- Georg Haase (Politiker) (1876–1948), deutscher Politiker (DNVP), MdHB
- Gerhard Haase-Hindenberg (* 1953), deutscher Schauspieler, Regisseur, Publizist und Buchautor
- Gisela Haase (1935–2023), deutsche Kunsthistorikerin
- Gottfried Haase (1923–2014), deutscher Politiker (SPD)
- Gottlieb Haase (1765–1824), deutscher Buchdrucker und -händler
- Günter Haase (Kameramann) (1921–2001), deutscher Kameramann
- Günter Haase (Geograph) (1932–2009), deutscher Geograph und Landschaftsökologe
- Günter Haase (Chemiker) (* 1945), deutscher Chemiker und Farbmetriker
- Günther Haase (Politiker) (1917–1991), deutscher Politiker (DDR-CDU)
- Günther Haase (Wasserspringer) (* 1925), deutscher Wasserspringer
- Günther Haase (Kunsthistoriker) (* 1929), deutscher Rechtsanwalt und Kunsthistoriker

### H
- Hans Haase (Autor) (1902–1994), deutscher Landwirt, Agrarjournalist, Autor und Fotograf
- Hans Haase (Musikwissenschaftler) (1929–2009), deutscher Musikwissenschaftler und Bibliothekar
- Hans-Dieter Haase (* 1955), deutscher Politiker (SPD)
- Hans-Herbert Haase (1927–2011), deutscher Politiker (FDP)
- Hans-Joachim Haase (Augenoptiker) (1915–2001), deutscher Augenoptiker
- Hans-Joachim Haase (Mediziner) (1922–1997), deutscher Psychiater
- Hans-Jürgen Haase (1921–2011), deutscher Tischtennisfunktionär
- Hans-Jürgen Haase (Historiker) (* 1970), deutscher Lehrer, Historiker und Heimatpfleger
- Heather Haase (* 1972), US-amerikanische Schauspielerin und Location Managerin
- Heinrich Haase (Fabrikant) (1870–1960), deutscher Fabrikant und Firmengründer
- Heinrich Haase (1897–1960), deutscher Politiker (KPD)
- Heinz Haase (1909–nach 1970), deutscher Politiker (DBD)
- Helga Haase (1934–1989), deutsche Eisschnellläuferin
- Hellmut Haase-Altendorf (1912–1990), deutscher Komponist, Dirigent und Pianist
- Helmut Haase (* 1946), deutscher Ingenieur und Hochschullehrer
- Hendrik Haase (* 1984), deutscher Food-Aktivist, Autor und Kommunikationsdesigner
- Henning Haase (1939–2017), deutscher Psychologe
- Henry Haase (* 1993), deutscher Eishockeyspieler
- Hermann Haase (Politiker) (1814–1871), deutscher Richter und Politiker
- Hermann Haase (Maler) (1862–1934), deutscher Maler, Zeichner und Publizist
- Hermann Hasse (Pädagoge) (1867–1933), deutscher Pädagoge
- Hermann Haase-Ilsenburg (1879–1960), deutscher Bildhauer
- Herwig Haase (* 1945), deutscher Wirtschaftswissenschaftler und Politiker (CDU)
- Holger Haase (* 1975), deutscher Filmregisseur
- Horst Haase (Literaturwissenschaftler) (1929–2021), deutscher Schriftsteller und Literaturwissenschaftler
- Horst Haase (Politiker) (1933–2019), deutscher Politiker (SPD)
- Hugo Haase (Karussellbauer) (1857–1933), deutscher Karussellbauer
- Hugo Haase (1863–1919), deutscher Politiker (SPD, USPD)
- Hugo Haase (Hydrologe) (1902–1966), deutscher Hydrologe

### I
- Ingeborg Sassen-Haase (1919–1997), deutsche Schauspielerin
- Ingeborg Zaunitzer-Haase (* 1929), deutsche Wirtschaftsjournalistin
- Irena Haase (* 1960), litauische Politikerin
- Irene Haase (* 1961), deutsche Tischtennisspielerin

### J
- Jella Haase (* 1992), deutsche Schauspielerin
- Jenny Haase, deutsche Romanistin
- Johann Haase (Politiker) (1837–1904), Abgeordneter in Mähren (1879–1896) und Österreich (1885–1897)
- Johann Matthias Haase (1684–1742), deutscher Mathematiker, siehe Johann Matthias Hase
- Johann Gottlob Haase (Johannes Gottlieb Hase; 1739–1801), deutscher Mediziner
- Johann Wilhelm Haase (1581–1661), deutscher Theologe
- Johannes Haase (1760–1833), deutscher Provisor, Bürgermeister von Rhoden und Politiker
- John Haase (1923–2006), deutscher Drehbuchautor
- Josef Ludwig Haase (1848–1933), österreichisch-tschechischer Lehrer, Schriftsteller und Dramatiker
- Julie Haase-Werkenthin (1882–1960), deutsche Künstlerin, Illustratorin, Presse- und Modezeichnerin
- Julius Haase (1883–?), deutscher Fußballspieler
- Jürgen Haase (Produzent) (* 1945), deutscher Filmproduzent
- Jürgen Haase (Leichtathlet) (* 1945), deutscher Langstreckenläufer
- Jürgen Haase (Schauspieler) (* 1958), deutscher Schauspieler
- Jutta von Haase (* 1939), deutsche Mittel- und Langstreckenläuferin

### K
- Karl Haase (Maler) (1820–1877), deutscher Maler
- Karl-Dietrich Haase (* 1946), deutscher Verwaltungsjurist und Ministerialbeamter
- Karl Eduard Haase (1843–1910), deutscher Lehrer und Erzählforscher
- Karl Gustav Haase (1840–1908), deutscher Mediziner
- Karl Heinrich Haase (1785–1868), deutscher Verwaltungsjurist und Politiker, MdL Sachsen
- Kathleen Haase (* 1992), deutsche Handballspielerin
- Katrin Schinköth-Haase (* 1967), deutsche Schauspielerin
- Klaus Dittmar Haase (* 1941), deutscher Wirtschaftswissenschaftler
- Kurt Haase-Jastrow (1885–1958), deutscher Interieur-, Landschafts-, Porträt- und Stilllebenmaler

### L
- Lene Haase (1888–1978), deutsche Schriftstellerin
- Leopold Haase (1831–1901), deutscher Fotograf
- Lothar Haase (1923–2013), deutscher Politiker
- Ludolf Haase (1898–1972), deutscher Politiker (NSDAP)
- Ludwig Haase (Maler, 1827) (Ludwig Haase der Ältere, Ludwig Hase; 1827–1907), österreichischer Maler
- Ludwig Haase (Maler, 1868) (1868–1944), österreichischer Maler und Grafiker
- Ludwig Werner Haase (1903–1980), deutscher Chemiker

### M
- Mandy Haase (* 1982), deutsche Feldhockeyspielerin
- Manfred Haase (* 1935), deutscher Fußballspieler
- Margarete Haase (Politikerin), deutsche Politikerin und Gewerkschafterin (FDGB), MdL Mecklenburg-Vorpommern
- Margarete Haase (Managerin) (* 1953), österreichische Managerin
- Markus Haase (* 1971), deutscher Schauspieler und Synchronsprecher
- Martha Friedenthal-Haase (* 1942), deutsche Erziehungswissenschaftlerin
- Martin Haase (* 1962), deutscher Romanist
- Matthias Haase (* 1957), deutscher Schauspieler und Synchronsprecher
- Max Haase (1884–nach 1910), deutscher Fußballspieler
- Melody Haase (* 1994), deutsche Reality-TV-Darstellerin und Sängerin
- Michael Haase (* 1960), deutscher Mathematiker und Astrophysiker
- Modest Georgijewitsch Haase-Rapoport (1919–1996), sowjetisch-russischer Kybernetiker

### N
- Nicole Haase (* 1956), deutsche Schauspielerin
- Nicole Haase (Fußballspielerin) (* 1976), deutsche Fußballspielerin
- Nino Haase (* 1983), deutscher Kommunalpolitiker
- Norbert Haase (Fußballspieler) (* 1955), deutscher Fußballspieler
- Norbert Haase (Historiker) (* 1960), deutscher Historiker

### O
- Otto Haase (1893–1961), deutscher Reformpädagoge
- Otto Haase (Widerstandskämpfer) (1899–1944), deutscher Widerstandskämpfer gegen den Nationalsozialismus

### P
- Paul Haase (1873–1925), deutscher Karikaturist und Illustrator
- Paul Haase (Architekt) (1873–1955), deutscher Architekt und Stadtbaumeister
- Peter Haase (Leichtathlet) (* 1943), deutscher Sprinter
- Peter Haase (Grafiker) (1956–2010), deutscher Grafiker und Designer
- Peter Haase (Ökologe) (* vor 1979), deutscher Ökologe und Hochschullehrer (Fließgewässerökologie, Biodiversität)
- Peter Haase-Rieger (* 1929), deutscher Sozial- und Arbeitswissenschaftler

### R
- Rebekka Haase (* 1993), deutsche Leichtathletin
- Richard Haase (1921–2013), deutscher Jurist
- Richard-Wilhelm Haase (1895–nach 1950), deutscher Politiker (CDU), MdL Sachsen-Anhalt
- Robin Haase (* 1987), niederländischer Tennisspieler
- Rolf Haase (1918–1997), deutscher Physikochemiker sowie Hochschullehrer
- Rudolf Haase (Schauspieler) (1822–1882), deutscher Schauspieler
- Rudolf Haase (Musiker, 1844) (1844–1916), deutscher Organist und Komponist
- Rudolf Haase (Musikwissenschaftler) (1920–2013), deutscher Musikwissenschaftler
- Rudolf Haase (Musiker, 1935) (* 1935), deutscher Trompeter

### S
- Sibylle Haase (* 1938), deutsche Grafikerin und Briefmarkendesignerin
- Siegfried Haase, deutscher Jurist, Amtshauptmann und Landrat
- Stefan Haase (* 1978), deutscher Ingenieur
- Stephan Haase (Filmeditor) (* 1963), deutscher Filmeditor
- Stephan Haase (Politiker) (* 1968), deutscher Politiker (NPD)
- Susanne Haase (* 1975), österreichische Politikerin (SPÖ)

### T
- Theodor Karl Haase (1834–1909), österreichischer Theologe und Krankenhausgründer
- Tina Haase (* 1957), deutsche Bildhauerin, Objekt- und Medienkünstlerin, Professorin für Bildende Kunst
- Tirzah Haase (* 1959), deutsche Schauspielerin und Sängerin
- Tobias Haase (* 1981), deutscher Regisseur

### U
- Ulrike Haase (* 1976), deutsche Theater- und Filmschauspielerin

### V
- Viktor Haase (* 1967), deutscher politischer Beamter (Bündnis 90/Die Grünen)
- Volkmar Haase (1930–2012), deutscher Bildhauer

### W
- Walter Haase (* 1961), deutscher Ingenieur
- Werner Haase (Mediziner) (1900–1950), deutscher Chirurg und SS-Offizier
- Werner Haase (Politiker) (1922–2002), deutscher Politiker (SPD)
- Werner Haase (Skilangläufer) (1934–2014), deutscher Skilangläufer
- Wilhelm Haase (Architekt), deutscher Architekt und Baubeamter
- Wilhelm Haase (Politiker) (1872–nach 1932), deutscher Unternehmer und Politiker (Wirtschaftspartei), MdL Preußen
- Wilhelm Haase (Widerstandskämpfer) (1890–1965), deutscher Kommunist, Gewerkschafter und Widerstandskämpfer gegen das NS-Regime
- Wilhelm Haase (Bürgermeister) (1896–1945), deutscher nationalsozialistischer Kommunalpolitiker
- Wilhelm Haase-Lampe (1877–1950), deutscher Journalist und Autor
- Wilhelm Andreas Haase (auch Haasius; 1784–1837), deutscher Mediziner
- Wolfgang Haase (Jurist) (1870–1939), österreichischer Jurist und Kirchenfunktionär
- Wolfgang Haase (Physikochemiker) (1936–2018), deutscher Physikochemiker
- Wolfgang Haase (Philologe) (* 1940), deutscher Klassischer Philologe

### Y
- Yorck A. Haase (1934–2018), deutscher Bibliothekar

## Fiktive Figuren
- Margarete Haase, Hauptfigur in der Serie Doctor’s Diary, siehe Doctor’s Diary #Gretchen Haase
- Dr. Philipp Haase, Notarzt in der Serie Notruf Hafenkante